# Лига справедливости (мультсериал)
«Лига справедливости» (англ. Justice League) — анимационный сериал, созданный в США в 2001 году по мотивам комиксов DC Comics об одноимённой команде супергероев. Премьера мультсериала состоялась на канале Cartoon Network 17 ноября 2001 года. Закончился показ трех сезонов 29 мая 2006 года. Сериал сразу завоевал высокий рейтинг и стал одним из главных хитов телесети. Всего было выпущено 65 серии (включая «Лигу справедливости без границ»).
В 2004 сериал сменил название на «Лига справедливости: Без границ» (англ. Justice League Unlimited), команда героев была значительно расширена. Также был изменён формат повествования: один сюжет на одну серию. Технически «Без границ» является уже новым мультсериалом, но фанатское сообщество не отделяет его от оригинального и часто использует общую нумерацию сезонов. Премьера мультсериала состоялась на канале Cartoon Network 31 июля 2004 года.
В США существует комикс Justice League Adventures, созданный на основе мультсериала — использован не обычный комиксный стиль рисунка, а тот, который был в мультсериале.
Сюжет мультсериалов постепенно собирает всех известных супергероев вселенной DC Comics в единую полувоенную организацию, а также в 3 сезоне Justice League Unlimited к аналогичному сплочению приходят и все суперзлодеи. Это история о супергероях, изначально объединённых борьбой с инопланетным вторжением и оставшихся после него командой для организованной защиты Земли. У истоков организации стоят Супермен, Бэтмен, Зелёный Фонарь (Джон Стюарт), Флэш (Уолли Уэст), Чудо-женщина (Диана), Марсианский охотник (Дж’онн Дж’онзз) и танагарианка Орлица (Шаера Холл). Их штабом стала Сторожевая башня на орбите Земли, построенная на деньги Бэтмена, погибшая при победе над танагарианцами, позже восстановленная, а впоследствии перенесённая на Землю. Большую часть команды телепатически позвал Дж’онн Дж’онзз — перед лицом угрозы со стороны Белых Захватчиков.

## Герои «Лиги справедливости»

Лига справедливости

### Супермен
Супермен — один из последних выживших представителей расы криптонцев. Криптон был уничтожен вследствие космической катастрофы (позже выяснилось, что истинной причиной гибели планеты был Брейниак). Незадолго до катаклизма Джор-Эл, выдающийся криптонский учёный, потерпел неудачу в попытке донести до правительства планеты бедственное положение вещей. Непосредственно перед гибелью Криптона Джор-Эл и его супруга отправили их сына Кэл-Эла (Супермена) в миниатюрном звездолёте на Землю. По прибытии Кэл-Эл был найден бездетной парой фермеров по фамилии Кент, которые усыновили и вырастили его, держа в тайне происхождение мальчика. Будущий Супермен получил земное имя Кларк Кент. По мере взросления у ребёнка проявлялись сверхчеловеческие способности — неуязвимость, сверхсила, сверхскорость, сверхвыносливость, способность летать, суперзрение, суперслух. Все эти возможности дарит Супермену свет земного Солнца, которое делает его материальную структуру гораздо более плотной, чем свет родного криптонского солнца; кроме того, гравитация на Земле значительно ниже, чем на Криптоне, поэтому эволюция сделала криптонцев значительно более сильными, чем представители большинства миров. Кларк живёт в Метрополисе. Прежде Супермен считал, что способен в одиночку оберегать мир от опасностей, но выяснив, что это не так, признал ошибку и предложил Дж’онну, Бэтмену, Флэшу, Фонарю, Орлице и Диане объединиться в Лигу справедливости, которую возглавил.

### Бэтмен
Брюс Уэйн — миллиардер, плэйбой, филантроп, детектив, мститель, знаток боевых искусств. Борется с преступностью, чаще в родном городе - Готэм, но со своей командой приходится останавливать злодеев по всей Земле и не только. Является важным членом организации, одним из основателей Лиги справедливости. Перенёс сильнейшее психологическое потрясение в детском возрасте, вызванное убийством родителей. Вследствие той травмы избрал путь борца с преступностью, который внушает страх нарушителям закона. Бэтмен не обладает суперсилами, но врагов часто держит в иллюзии, что они столкнулись со сверхъестественным. Готовясь к войне с преступниками, будущий супергерой добился совершенства в ментальных и физических тренировках, достигнув пределов человеческих возможностей. В качестве миллиардера Брюса Уэйна Бэтмен спонсирует Лигу справедливости, а также поставляет ей высокотехничное оборудование. Недостаток сверхсил компенсирует техническими приспособлениями, высоким интеллектом, боевыми навыками и личной отвагой. Бэтмен стал героем, которого боялись злодеи, хоть он и был всего лишь человеком.

### Чудо-женщина(она же Диана)
Чудо-женщина, бывшая принцесса амазонок. Родилась и выросла на полумифическом острове амазонок Темискире. Её мать — Ипполита, королева амазонок, как гласит легенда, вылепила фигурку младенца из влажного песка на морском берегу, а затем попросила богов подарить ей дочь. Когда нахлынувшая волна отошла обратно в море, вместо песочной фигурки на берегу оказался живой младенец. Диана сбежала с Темискиры вопреки запрету матери, забрав священные доспехи и артефакт, известный как лассо Истины. Позже она присоединилась к Лиге (тогда ещё просто команде супергероев). Диана наделена большой физической силой, способна отбивать пули наручами и может летать. Взывая к богам в минуты нужды, она укрепляет свой боевой дух. Диана защищает город от злодеев, однако она порой проявляет сложный характер и бывает жёстка, особенно если в ком-то заподозрила обман. Тем не менее в душе Диана очень милая и всегда готова оказать помощь другим.

### Дж’онн Дж’онзз
В далёком прошлом Дж’онн служил Охотником на людей (полицейским) и вёл счастливую жизнь на четвёртой планете от Солнца Ма’алека’андра, более известной людям как Марс. Имел любящую семью, жену Ми’ри’ан и двух детей. По версии сериала, Марс был опустошён войной против враждебной паразитической цивилизации, в которой выжил только Дж’онн. На протяжении веков он являлся последним стражем гробницы, в которой были заключены агрессоры, но земной астронавт случайно освободил их и паразиты устремились на Землю. Последовав за ними, чтобы предупредить людей, Дж’онн был схвачен властями и заключён в особой камере. Освобождённый Суперменом, Дж’онн помог землянам защитить свой мир и вступил в Лигу справедливости. Марсианский охотник обладает множеством сил, среди которых: телепатия, изменение внешности, неосязаемость, невидимость, полёт, неуязвимость и суперсила. На Земле Дж’онн принял «героический» облик, который частично отличается от его естественной марсианской внешности. С 1 по 3 сезоны Justice League Unlimited является координатором действий Лиги справедливости и редко участвует в баталиях лично. В последних сериях пережил моральный кризис, из-за которого чуть было не ушёл из команды.

### Флэш
Уолли Уэст. Самый быстрый человек на Земле, как сам всегда о себе говорит. Самовлюблённый, легкомысленный герой, исполняющий функцию эмоциональной разгрузки на фоне серьёзных товарищей. Флэш произносит большую часть шуток в сериале, заигрывает с красивыми девушками, искренне считает себя неотразимым. Изначально Флэш по характеру противопоставлен Зелёному Фонарю. В дальнейшем эти два антипода составили эффективный тандем, в котором хладнокровная рассудительность Зелёного Фонаря дополняется безрассудной горячностью Флэша. Флэш является хорошим другом Орлицы.
Примечательно, что в DC Comics несколько людей обладали силами Флэша, наиболее известным из них был Барри Аллен, но в сериале место в команде занимает Уолли Уэст, его племянник, что стало в свое время переделкой канона. В полнометражных анимационных фильмах DC Флэшем снова является Аллен.

### Зелёный Фонарь
Джон Стюарт — человек, получивший кольцо Зелёного Фонаря и связанные с ним способности. Кольцо даёт своему избраннику огромные возможности влиять и изменять материальный мир. С помощью воображения и силы воли Зелёный Фонарь способен создать из зелёной энергии кольца что угодно — от простых энергетических выстрелов до боеспособных моделей техники. Стюарт состоит в Корпусе Зелёных Фонарей, патрулирует сектор 2814 (в котором находится Земля). Влюблён в Орлицу. Ранее служил в Корпусе Морской пехоты США. И эта часть его биографии нередко оказывается особенно полезной — если противник считает, что, лишившись кольца, Джон Стюарт становится небоеспособным, в распоряжении Стюарта появляется эффект неожиданности. После событий второго сезона Justice League и отстранения Орлицы начинает роман с Мари Виксен и не меняет своего выбора даже после возвращения Шаеры.

### Орлица
Полное имя — Шаера Холл. Агент Танагарианских военных сил. Лейтенант. Передовая разведчица. Под прикрытием выполняла миссию на Земле с целью выяснить всё об оборонной способности третьей планеты Солнечной системы. Была помолвлена с генералом Танагарианских сил Хро Талаком. Но, будучи на Земле, влюбилась в Джона Стюарта. Орлица долгое время разрывалась между долгом и чувствами, пока не сделала окончательный выбор. У неё есть крылья, это общая черта всех танагарианцев. Из оружия она пользуется палицей из эн-металла, не поддающегося магии. Шаера — атеистка, как и все жители Танагара, и осталась ею несмотря на то, что на протяжении сериала не раз встречала богов и инфернальных созданий. Покидает Лигу в конце 2 сезона, но позже возвращается.

## Актёры озвучивания

#### Главные герои
- Джордж Ньюберн — Кал-Эл/Кларк Кент/Супермен
- Кевин Конрой — Брюс Уэйн/Бэтмен
- Сьюзан Айзенберг[англ.] — Диана/Чудо-женщина
- Карл Ламбли — Дж’онн Дж’онзз/Джон Джонс/Марсианский охотник
- Майкл Розенбаум — Уоллас Уэст/Флэш
- Фил Ламарр — Джон Стюарт/Зелёный Фонарь
- Мария Кэналс — Шаэра Холл/Орлица

#### Второстепенные персонажи
- Ефрем Цимбалист-младший — Альфред Пенниуорт
- Дана Дилейни — Лоис Лейн
- Сьюзан Салливан — королева Ипполита
- Джейсон Мэрсден — Снэйппер Карр
- Роберт Пикардо — андроид Амэйзо
- Скотт Раммелль — Артур Карри/Аквамен
- Кори Бёртон — Брейниак, Форагер, Металло, Игрушечник
- Рон Перлман — Глиноликий, Орион
- Майкл Айронсайд — Дарксайд
- Майкл Дорн — Калибак
- Майкл Розенбаум — Дэдшот
- Кит Дэвид — Дэсперо
- Одед Фер — Доктор Фэйт
- Майкл Уайсс — Джейсон Блад/Этриган
- Роберт Инглунд — Феликс Фауст
- Дженнифер Хейл — Гиганта, убийца Мороз
- Пауэрс Бут — Горилла Гродд
- Арлин Соркин — Харлин Квинзель/Харли Квинн
- Марк Хэмилл — Джокер, Соломон Гранди
- Деннис Хэйсберт — Киловог
- Клэнси Браун — Лекс Лютор
- Брэд Гарретт — Лобо
- Том Сайзмор — Метаморфо
- Эрик Робертс — Монгул
- Оливия д’Або — Моргана Лe Фей, Звёздный Сапфир
- Брайан Джордж — Паразит
- Тед Левайн — Синестро
- Иэн Бьюкенен — Ультра-Гуманайт
- Фил Моррис — Вандал Сэвидж
- Джон Рис-Дэвис — Аид/Гадес